# جلثم وميثة (مسلسل)
جلثم وميثة مسلسل كوميدي اجتماعي كويتي من إنتاج إم بي سي تأليف هيا الشعيبي واخراج حسين إبل، أنتج عام 2012 عرض أول مرة على القناة المشفرة إم بي سي + دراما في يونيو من نفس العام، بينما قامت إم بي سي 1 بعرضه في يناير 2013.

## قصة المسلسل
مسلسل كوميدي اجتماعي يتناول عدد من القضايا الاجتماعية والأمور الحياتية بأسلوب ساخر لا يخلو من التشويق والإثارة. المسلسل نتعرف فيه من خلال 30 حلقة على حياة فتاة تدعى «جلثم» تبلغ من العمر 33 سنة، وهي من أسرة فقيرة وصديقتها المقربة «ميثة» وهي في نفس عمرها؛ لكنها بطيئة الفهم وشديدة الغباء، أغبى حتى من جلثم، فالاثنتان تعيشان على الفطرة والصدق ما يوقعهما في العديد من المشاكل. وعلى الرغم من كل الصعاب وقلة الكفاءة إلا أن جلثم لديها طموح كبير في تحقيق الثراء والعيش الرغيد وتسعى جاهدة لتحقيق ذلك.

## الفنانين المشاركين
- هيا الشعيبي.
- انتصار الشراح.
- لطيفة المجرن
- شهد.
- أحمد الفرج.
- محمد المنصور.
- ثامر الشعيبي.
- عبد الملك سلطان.
- شهاب حاجيه.
- ياسة.
- أمل عباس.
- شمعة محمد.
- فرحان العلي
- محمد جابر
- مبارك سلطان
- جاسم عباس
- جمال الشطي
- نواف القريشي
- منى البلوشي
- أحمد البارود
- سعيد الملا
- جاسم الجاسم
- ضاري عبد الرضا
- خالد السعدون
- عقيل عبد الغفار
- عباس الحداد
- إبراهيم بوطيبان